# Pantoporia affinis
Pantoporia affinis är en fjärilsart som beskrevs av Felder 1867. Pantoporia affinis ingår i släktet Pantoporia och familjen praktfjärilar. Inga underarter finns listade i Catalogue of Life.